# Philip Kojo Metz
Philip Kojo Metz (* in Heidelberg als Philip Metz) ist ein deutsch-ghanaischer Konzeptkünstler und Fotograf.

## Leben und Werdegang
Philip Kojo Metz’ Vater ist Ghanaer, seine Mutter Deutsche. Er wuchs in Sasbachwalden im Schwarzwald auf. Nach Assistenzen bei Fotografen und Bildhauern absolvierte er von 1994 bis 1997 in München die Fachakademie für Fotodesign, um einen Aufenthalt in Ghana anzuschließen. Erste Auszeichnungen begleiteten seinen Weg (1996 der zweite Platz beim Danner Preis und 2000 Gewinner, 1998 Reinhart-Wolf-Preis, 1999 Kunstförderpreis Achenbach), bis er im Jahr 2000 in die Studienstiftung des Deutschen Volkes aufgenommen wurde. 2003 war er Gaststudent beim deutschen Videokünstler Marcel Odenbach, Kunsthochschule für Medien Köln, 2004 Meisterschüler beim deutschen Bildhauer und Objektkünstler Olaf Metzel.
Nach seinem Diplom in 2005 konnte er im Rahmen eines Stipendiums des DAAD 2006 in Brasilien seine Auseinandersetzung mit der afroamerikanischen Kultur vertiefen.
Mit der Arbeit Sorry for nothing erhielt er internationale Aufmerksamkeit. Die Skulptur wurde als zweites Ausstellungsobjekt im Humboldt Forum 2019 ausgestellt und ist dort seitdem als Erinnerung an die Kolonialgeschichte präsent. Als Zeichen für einen anderen Umgang mit der Kolonialgeschichte, in der an die Opfer erinnert wird, soll der deutsche Bildungskanon dahingehend überarbeitet werden.

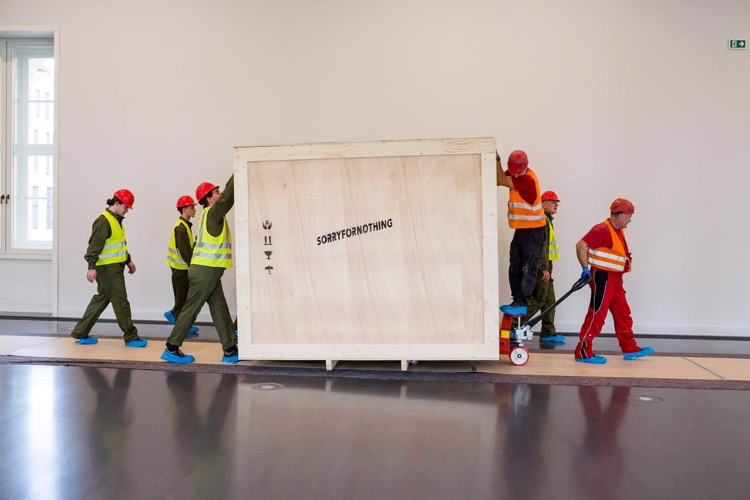
Ankunft der Kisten für Sorry for nothing in Berlin

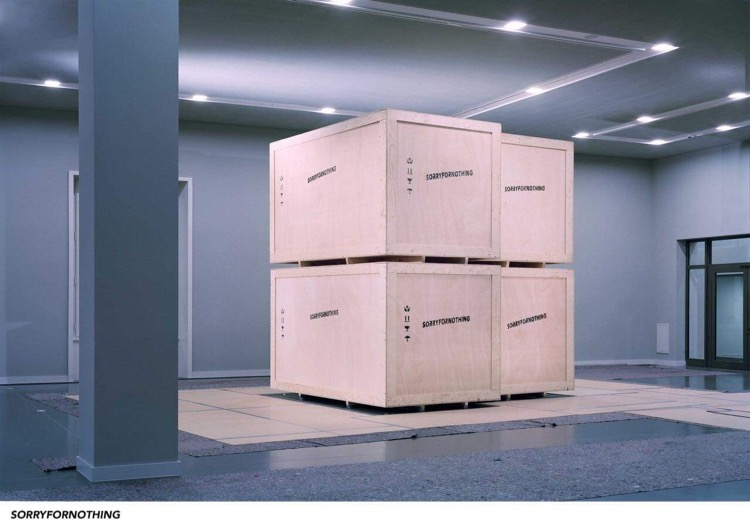
Finaler Aufbau der Installation Sorry for nothing

## Ausstellungen und Inszenierungen
Chronologisch von aktuell nach älter:
2020
- Wagner 2025: Future Race, Gegenwarten / Presences, Chemnitz[4][5]

2019
- SORRYFORNOTHING – eine skulpturale Intervention, 24. Oktober 2019, Teil der Berlin Ausstellung im Humboldt Forum Berlin[6]

2016
- Deutscher Kolonialismus, Fragmente seiner Geschichte und Gegenwart, Deutsches Historisches Museum Berlin[7]
- The Mimicry Games, KWADRAT, Berlin[8]
- 1884 to 1915 – An Artistic Position, National Art Gallery of Namibia, Windhoek, 5. Februar – 12. März[9]

2015
- When we were Kings, KWADRAT, Berlin
- Fresh Fish for Fritz, Friedrichsbau, Bühl[10]
- The Nomadic Sculpture, Kreativquartier Munich

2014
- Side Season, Karlsruhe
- Eagle Africa, Goethe-Institut Accra[11]
- Mimicry and Mockery, Mousonturm Frankfurt
- The Nomadic Sculpture, Munich

2013
- White Boys, Haverford College, Philadelphia
- Die Adler Afrika Aktie, KWADRAT, Berlin
- PIECES, KWADRAT, Berlin
- Kunst und Geld, White Concepts, Berlin

2012
- pret á partager, Addis Abeba, Äthiopien
- Learn and Teach, Kapstadt, SA
- 2ThePowerOf2[12], Berlin

2011
- Making Mirrors, Neue Gesellschaft für Bildende Kunst, Berlin
- DFP, Kunstraum Morgenstrasse, Karlsruhe
- Luxus Loft, Berlin
- MONO, Cité, Paris

2010
- Diving for Pearls, Lothringer13, Kunsthalle München
- pret á partager, Lagos, Nigeria
- AfroSat1, Bayreuth
- Eurolatin Performancefestival, Berlin
- zu verkaufen, Galerie Petra Vankova

2009
- pret á partager, Dakar, Senegal
- mü, forschungsgruppe-f, Kunstraum München
- preview of the Review, ERBA, Valence
- Fußnoten zur Lage der Nation, Kunstbunker Nürnberg
- ON OFF, Privatgalerie München

2008
- BECA gallery, New Orleans, USA
- Die ersten Jahre…, BBK München
- PLAY IT!, Messehalle Killesberg, Stuttgart
- POP UP, Stuttgart
- Diving for Pearls, London

2007
- little germany/little hungary, Kunstverein Stuttgart/ReaktorBudapest
- KUNSTLABOR, E-WERK Freiburg
- urbane Fotografie, KUNSTBEZIRK, Stuttgart
- SCHÖNE AUSSICHT – NIEMANDSLAND, Villa der Kunststiftung BW

2006
- chute de ouro, Museo Historico, Rio, Brasilien
- HOLYWOOD, Kurhaus Sasbachwalden
- bolzplatz Brasil, ALMMUNICH
- DICHT!, Ausstellungspark Westend
- MEHRWERT, München
- re/migra/cio, Budapest A38, Studio Galeria
- Kolonialismus ohne Kolonien?, Shedhalle Zürich

2005
- Transmediale, Forschungsgruppe-f, Koblenz
- das m-Prinzip, DU-AG München
- von wegen Video, 84 GHz, München

## Auszeichnungen
Chronologisch aktuell vor älter:
- 2012 Greatmore Studios, Kapstadt, SA
- 2010 Cité Internationale des Arts, Paris
- 2008 Valence-Stipendium, Kultusministerium Stuttgart
- 2007 Arbeitsstipendium Kunstfonds Bonn
- 2006 Kunststiftung Baden-Württemberg
- 2005 DAAD-Stipendium für Brasilien
- 2004 Sokrates-Erasmus-Programm AKI Academie voor Kunst en Industrie, Enschede/Niederlande
- 2000 Aufnahme in die Studienstiftung des deutschen Volkes
- 2000 Danner-Preis
- 1999 Achenbach Kunstförderpreis
- 1998 Reinhardt-Wolff-Preis
- 1996 Danner-Preis 2. Platz

## Veröffentlichungen und Rezeption
Mit „Ich bin kein Maler“ stuft sich Philip Kojo Metz auf seiner Homepage selbst als konzeptionell arbeitender Künstler ein, der je nach gewünschter Aussage zwischen den Medien Fotografie, Skulpturalem, Videoarbeiten und Performances wählt.
Eine konkretere Aussage vor allem zu seiner Aufarbeitung der postkolonialen Beziehungen zwischen vor allem Deutschland und Ghana siehe in den Artikeln zu den Einzelwerken Eagle of Africa und The Mimicry Games. Wie er mit seinen Arbeiten von anderen gesehen wird, zeigt exemplarisch das abgedruckte Interview mit Fabian Lehmann:
- Gespräch zwischen Fabian Lehmann und Philip Kojo Metz zu seiner Arbeit iwishiwas im Rahmen der Ausstellung AfroSat-1 in: Anwesenheitsnotiz, Studentische Zeitschrift für Geistes- und Kulturwissenschaften, Universität Lüneburg, Wintersemester 2011